# Гигантские водяные часы
Гигантские водяные часы (англ. The Giant Water Clock) — часы из постоянной коллекции Детского музея Индианаполиса, расположенные в Sunburst Atrium у лестницы, ведущей на второй этаж. Они были созданы французским учёным и художником Бернаром Гиттоном в 1988 году, и в том же году музей приобрёл их.
Высота часов — 8,1 метров; это самые большие водяные часы в Северной Америке.

## Описание
Водяные часы созданы французским физиком и художником Бернаром Гиттоном. Они около 8 метров в высоту и сделаны из более чем 40 кусочков стекла и 100 кусков металла. Вода окрашена синим, часы подсвечены зелёным. Часы сделаны из стекла, стали и 265 литров раствора деионизированной воды, метилового спирта и красителя.
Часы были собраны во Франции для того, чтобы создатель понял, работают ли они; потом разобраны и отправлены в Индианаполис. В музее они вновь были собраны за две недели.

### Процесс работы
Функционально часы Гиттона состоят из четырёх подсистем: осциллятора (маятника), делителя частоты, минутного счётчика (минутные диски) и счётчика часов (часовые сферы).
Вода из насоса, расположенного в подвале под часами, прокачивается через трубы, идущие в центре часов, в резервуар наверху. Затем вода льётся вниз в ковш, соединённый с зелёным качающимся маятником. Маятник посредством ковша выливает воду в группу сифонов. Заполнившиеся сифоны опорожняются в сферы. Каждая заполненная сфера соответствует двум минутам. Когда все тридцать минутных сфер полны, они разом опустошаются и при этом заполняется одна часовая сфера. Два раза в день, в 1:00 до и после полудня, заполнены все часовые и минутные сферы, и после следующего падения воды остаётся полной только одна часовая сфера.
Чтобы определить показания часов нужно сосчитать заполненные часовые сферы, которые дадут количество часов до или после полудня, и сосчитать заполненные минутные сферы, удвоенное количество которых равно количеству прошедших минут текущего часа.

## Обслуживание
Водяные часы оборудованы двумя насосами в подвале — одним рабочим и одним резервным. 70 литров жидкости в часах — не чистая вода. Она состоит из деионизированной воды (чтобы быть электрически нейтральной), красителя (чтобы воду было легче увидеть) и метилового спирта (чтобы не допустить размножения бактерий в часах). Цвет воды может быть изменён, если остановить часы, слить воду и заменить водой другого цвета.